# Стаменкович, Саша
Са́ша Стаме́нкович (серб. Саша Стаменковић / Saša Stamenković; род. 5 января 1985, Лесковац) — сербский футболист, вратарь «Младости» из Лучан.

## Карьера

### Клубная
Саша родился в южной Сербии и начал играть в футбол с 14 лет в общине Грделица, пригороде Лесковаца, на позиции защитника. Только в 17 лет встал в ворота. Через год был принят в клуб «Дубочица» — лучший в восточной сербской лиге. На следующий сезон был приглашён в команду второго дивизиона «Раднички» из Крагуеваца. В 21 год его позвали уже в клуб первого дивизиона «Напредак» из Крушеваца. Суммарно провёл 137 игр за эти клубы. За два сезона в «Напредаке» стал лучшим игроком команды и лучшим вратарём первого дивизиона.
1 июля 2008 года подписал контракт с клубом сербской суперлиги белградской «Црвеной звездой». И уже в августе поехал с олимпийской сборной Сербии на Олимпиаду в Пекине. Правда, команда заняла последнее место в группе А, а победители группы — аргентинцы во главе с Месси стали чемпионами игр. В составе «Црвены звезды» Стаменкович в сезоне 2008/09 стал бронзовым медалистом, в сезоне 2009/10 выиграл Кубок Сербии и серебряные медали чемпионата, в следующем сезоне снова стал вице-чемпионом страны.
В 2011 году заключил контракт с бакинским «Нефтчи» по схеме «2+1». Стал с командой дважды чемпионом Азербайджана в сезонах 2011/12 и 2012/13, дважды выиграл Кубок страны в 2013 и 2014 годах, дважды выходил в финалы кубка (2012 и 2015) и однажды сыграл в финале суперкубка (2014). Но с приходом в «Нефтчи» нового тренера Самира Алиева летом 2015 года и финансовым кризисом дорогостоящие контракты пяти легионеров, в том числе Стаменковича не были продлены. Стаменкович очень сожалел об вынужденном уходе из «Нефтчи» после 4 лет выступлений за клуб.
В марте 2016 года подписал контракт с казахстанским клубом «Окжетпес» из Кокшетау. Прибыл в Казахстан по совету своих земляков и друзей из «Астаны» Ненада Эрича и Джордже Деспотовича. И два сезона был в команде основным вратарём, пока не получил в октябре 2017 года травму стопы на тренировке и не выбыл до конца года.
В июле 2018 года Стаменкович подписал контракт с азербайджанским клубом «Сабах» (Баку), дебютантом Topaz Премьер-Лиги Азербайджана по футболу.

### В сборной
Участник Олимпийских игр 2008 в составе сборной Сербии. Но ни в одной из трёх игр в группе А (Аргентина, Кот-д’Ивуар, Австралия и Сербия) на поле не выходил.

## Достижения
Црвена звезда

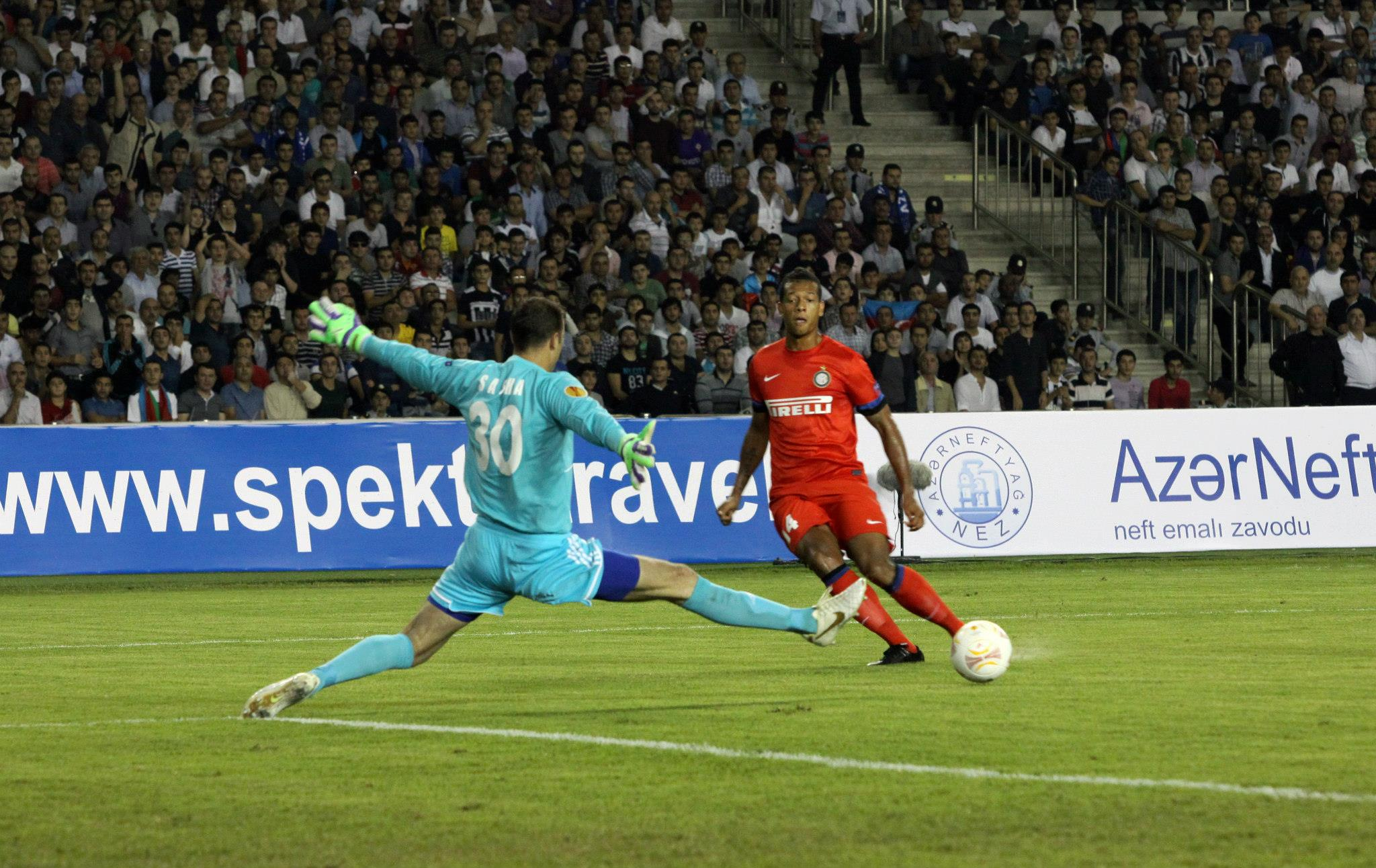
Стаменкович в матче группы Н Лиги Европы 2012/13 «Нефтчи» против миланского «Интернационале»

- Серебряный призёр чемпионата Сербии: 2010, 2011
- Бронзовый призёр чемпионата Сербии: 2009
- Обладатель Кубка Сербии: 2010

Нефтчи (Баку)
- Чемпион Азербайджана: 2011/12, 2012/13
- Обладатель Кубка Азербайджана: 2013, 2014